# Quế Võ
Le comté autonome (huyện) de Quế Võ (Huyện Quế Võ) est une subdivision administrative de la province vietnamienne du Bắc Ninh. Il est placé sous la juridiction de la ville de Bắc Ninh. Sa superficie est de 170,7 km2.

## Subdivisions
Quế Võ compte 22 subdivisions administratives :
- ville de Phố Mới (en)
- 23 communes (xã) : Bằng An, Bồng Lai, Cách Bi, Chi Lăng, Đức Long, Châu Phong, Đào Viên, Đại Xuân, Hán Quảng, Mộ Đạo, Nhân Hoà, Nam Sơn, Ngọc Xá, Phượng Mao, Phương Liễu, Phù Lãng, Phù Lương, Quế Tân, Việt Hùng, Việt Thống và Yên Giả.